# Tanaka Kouhei
Kouhei Tanaka (田中 公平 Tanaka Kouhei?), nacido el 14 de febrero de 1954 en Osaka, prefectura de Osaka, es un compositor japonés. Ha creado grandes obras orquestales para una amplia gama de formatos, desde CD de audio y anime japonés hasta bandas sonoras para videojuegos.

## Biografía
Tras terminar sus estudios secundarios, se matriculó en la Universidad Nacional de Bellas Artes y Música de Tokio, en la Facultad de Composición Musical y empezó a estudiar bajo la tutela de Tomojirô Ikenouchi y otros profesores. Tras graduarse estuvo trabajando por tres años en la compañía Victor Entertainment (JVC). Al terminar su vinculación con esta empresa se fue a estudiar a la Escuela de Música de Berkeley (Berklee College of Music), en Boston, en la que permaneció dos años. Tras regresar a Japón, comenzó su carrera como compositor.
Al principio de su carrera, y aun encontrándose en un hotel, recibió el encargo para componer una canción insertada para la serie anime de TV "Arcadia of My Youth: Endless Orbit SSX", emitida el año 1982, y en la que se estrenó como compositor profesional. Más adelante, se encargó de manejar algunas de las composiciones para las canciones insertadas de la serie Super Sentai Series. Su primera composición para la música de fondo de una serie de anime fue para "Konpora Kid" (コンポラキッド?), del año 1985.
Destacar notablemente su trabajo con la banda sonora de "Gunbuster", con la cual se hizo un nombre en el mundo de la composición por su talento, y cuyo trabajo está considerado como uno de los más importantes y destacados de su carrera. También se encargó de la composición de la música para "Diebuster", la serie de secuelas de "Gunbuster", mostrando una variación muy peculiar en su arreglo respecto a la música de la serie 17 años atrás.
Sus composiciones son especialmente conocidas por sus secuencias vibrantes de instrumentos de cuerda. Otro de sus trabajos más importantes y más rememorados es el realizado en la banda sonora de "King of Braves GaoGaiGar", una serie de anime del año 1997 y GaoGaiGar Final (OVA), en el año 2000.
En 2002, ganó los Premios a la Mejor Música para Anime de Tokio por la música para "Overman King Gainer".

### Voz
Tanaka Kouhei es un admirador de Ennio Morricone, y ocasionalmente introduce la voz del hijo del compositor italiano y la suya propia en algunos de sus trabajos. Tanaka no es tan solo un compositor, ya que él también es bastante bueno cantando, y su voz tiene unos cuatro octavos en alto y en bajo. El participa también con su propia voz en los coros compuestos para algunas de sus obras.
Las voces de los "Eyecatch" de "Gunbuster" y "Diebuster" son suyas.

## Discografía

### Bandas sonoras para Animes
| Título del Anime                                                 | Año de Salida |
| ---------------------------------------------------------------- | ------------- |
| Konpora Kid                                                      | 1985          |
| Yume no Hoshi no Button Nose                                     | 1985          |
| Doteraman                                                        | 1986          |
| Anime Sanjushi \| Three Musketeers                               | 1987          |
| Esper Mami                                                       | 1987          |
| Dead Heat (OVA)                                                  | 1987          |
| Dirty Pair (OVAS)                                                | 1987          |
| Chiquitina (Lady Lady!)                                          | 1987          |
| The Samurai                                                      | 1987          |
| Gunbuster (OVAS y Película)                                      | 1988          |
| Vampire Princess Miyu (OVA)                                      | 1988          |
| Hello! Lady Lin                                                  | 1988          |
| Hiatari Ryōkō! (Película)                                        | 1989          |
| Madoh Oh Granzort                                                | 1989          |
| Chimpui                                                          | 1989          |
| A-Ko the Versus (OVA)                                            | 1990          |
| Assemble Insert (OVA)                                            | 1990          |
| Brave Exkaiser                                                   | 1990          |
| Kennosuke-sama (Película)                                        | 1990          |
| Sengoku Busho Retsuden Bakufu Doji Hissatsuman (OVA)             | 1990          |
| Otaku no Video (OVA)                                             | 1991          |
| Zettai Muteki Raijin-Oh                                          | 1991          |
| Bastard!! (OVA)                                                  | 1992          |
| Spirit of Wonder (OVA)                                           | 1992          |
| Licca-chan no Nichiyoubi (OVA)                                   | 1992          |
| 21 Emon                                                          | 1992          |
| Dragon Half (OVA)                                                | 1993          |
| Kenyuu Densetsu Yaiba                                            | 1993          |
| Violinist of Hameln                                              | 1993          |
| Kouryuu Densetsu Villgust (OVA)                                  | 1993          |
| Mobile Fighter G Gundam                                          | 1994          |
| Mobile Suit Gundam: The 08th MS Team (OVA)                       | 1996          |
| The King of Braves GaoGaiGar                                     | 1997          |
| Sakura Wars (OVA)                                                | 1997          |
| Galaxy Express 999: Eternal Fantasy                              | 1998          |
| Mobile Suit Gundam: The 08th MS Team, Miller's Report (Película) | 1998          |
| Betterman                                                        | 1999          |
| Dai-Guard                                                        | 1999          |
| One Piece                                                        | 1999          |
| The King of Braves GaoGaiGar Final (OVA)                         | 2000          |
| Sakura Wars                                                      | 2000          |
| Gate Keepers                                                     | 2000          |
| Sakura Wars (Película)                                           | 2001          |
| Angelic Layer                                                    | 2001          |
| Gundam Evolve (OVA)                                              | 2001          |
| Asobotto Senki Goku                                              | 2002          |
| Overman King Gainer                                              | 2002          |
| Gad Guard                                                        | 2003          |
| Desert Punk (SunaBouzu)                                          | 2004          |
| Diebuster (OVA)                                                  | 2004          |
| Kaiketsu Zorori                                                  | 2004          |
| Akiba Girls                                                      | 2004          |
| Busō Renkin                                                      | 2006          |
| Rosario to Vampire                                               | 2008          |
| Hyōka                                                            | 2012          |
| Onihei Hankachō                                                  | 2017          |

### Bandas sonoras para Videojuegos
| Alundra                           | 1994 | PSX                             | Matrix Software |          |    |
| Sakura Taisen                     | 1996 | Sega Saturn                     | Sega            |          |    |
| Kasei Monogatari                  | 1998 | PSX                             | Ascii           |          |    |
| Sakura Taisen 2                   | 1998 | Sega Saturn                     | Sega            |          |    |
| The Granstream Saga               | 1998 | PSX                             | Shade           |          |    |
| Gate Keepers                      | 1999 | PSX                             | Kadokawa Shoten |          |    |
| Alundra 2                         | 2000 | PSX                             | Contrail        |          |    |
| Sakura Taisen 3                   | 2001 | PlayStation 2 \| Sega Dreamcast | Sega            |          |    |
| Sakura Taisen 4                   | 2002 | Sega Dreamcast                  | Sega            |          |    |
| Sakura Taisen ~Atsuki Chishio ni~ | 2003 | PlayStation 2                   | Sega            |          |    |
| Sakura Taisen V Episode 0         | 2004 | PlayStation 2                   | Sega            |          |    |
| Resonance of Fate                 | 2010 | PlayStation 3 \| XBOX 360       | Sega tri-Ace    |          |    |
| Gravity Rush                      | 2012 | PlayStation Vita                | Sony            |          |    |
| Gravity Rush 2                    | 2017 | PlayStation 4                   | Sony            |          |    |
| One Piece: World Seeker           | 2019 | PlayStation 4                   | Sony            | XBOX 360 | PC |

### Colaboraciones
- Ha colaborado junto con Hamaguchi Shiro en las bandas sonoras de las series anime "One Piece" y "Rosario to Vampire".
- Ha colaborado junto con Kenji Kawai en la banda sonora de la serie anime "A-Ko the Versus" (Proyecto A-Ko).
- Colaboró en el tema de inicio (opening) de la serie anime "¡Oh Mi Diosa!" junto con Masami Kishimura.
- Es el compositor del opening del anime "Animal Yokocho".
- Es el compositor del opening de Gate Keepers 21, en colaboración con el arreglista Yasunori Iwasaki.
- Colabora con el arreglista Takayuki Negishi y el escritor de las letras Seiko Fujibayashi en los temas cantados del anime "Kaiketsu Zorori".
- Ha colaborado con Junko Iwao en los temas del anime "Licca-chan no Nichiyoubi".